# Лангхей (тауншип, Миннесота)
Лангхей (англ. Langhei) — тауншип в округе Поп, Миннесота, США. На 2000 год его население составило 217 человек.

## География
По данным Бюро переписи населения США площадь тауншипа составляет 93,0 км², из которых 91,5 км² занимает суша, а 1,5 км² — вода (1,61%).

## Демография
По данным переписи населения 2000 года здесь находились 217 человек, 78 домохозяйств и 63 семьи.  Плотность населения —  2,4 чел./км².  На территории тауншипа расположено 99 построек со средней плотностью 1,1 построек на один квадратный километр. Расовый состав населения: 100,00 % белых.
Из 78 домохозяйств в 32,1 % воспитывались дети до 18 лет, в 74,4 % проживали супружеские пары, в 1,3 % проживали незамужние женщины и в 19,2 % домохозяйств проживали несемейные люди. 17,9 % домохозяйств состояли из одного человека, при том 6,4 % из — одиноких пожилых людей старше 65 лет. Средний размер домохозяйства — 2,78, а семьи — 3,17 человека.
30,4 % населения — младше 18 лет, 5,5 % — в возрасте от 18 до 24 лет, 22,6 % — от 25 до 44, 23,0 % — от 45 до 64, и 18,4 % — старше 65 лет. Средний возраст — 40 лет. На каждые 100 женщин приходилось 119,2 мужчин.  На каждые 100 женщин старше 18 приходилось 125,4 мужчин.
Средний годовой доход домохозяйства составлял 43 929 долларов, а средний годовой доход семьи —  49 063 доллара. Средний доход мужчин —  38 542  доллара, в то время как у женщин — 16 250. Доход на душу населения составил 16 829 долларов. За чертой бедности находились _ семей и _ всего населения тауншипа, из которых  — люди моложе 18 и старше 65 лет.